# مغامرة البحر (فلم)
مغامرة البحر (بالإنجليزية: Frenchman's Creek) هو فيلم تم إنتاجه في الولايات المتحدة.

## طاقم التمثيل
- جوان فونتين

### ترشيحات وجوائز
| السنة | الحدث  | الفئة          | النتيجة |
| ----- | ------ | -------------- | ------- |
|       | أوسكار | أفضل إنتاج فني | فوز     |

## وصلات خارجية
- مقالات تستعمل روابط فنية بلا صلة مع ويكي بيانات